# الكلية البحرية (اليمن)
الكلية البحرية (اليمن) هي كلية عسكرية تعليمية يمنية، تتبع وزارة الدفاع اليمنية، تم تأسيسها في 1983، ويقع مقرها في مديرية الميناء التابعة لمدينة الحديدة.

## التاريخ
أنشئت الكلية البحرية اليمنية بقرار رئيس الجمهورية رقم 6 لسنة 1983 بهدف ضمان التطور في فروع القوات المسلحة البرية، والبحرية، والجوية، والدفاع الجوي.
في 1992 بعد توحيد شطري اليمن أصدر رئيس مجلس الرئاسة اليمني القانون رقم 35 لتنظيم الكليات العسكرية في اليمن وحدد القانون أهداف الكلية البحرية ومهامها.
خلال الحرب الأهلية اليمنية المندلعة منذ 2014، تعرضت الكلية البحرية لعدد من الغارات الجوية التي شنتها طائرات التحالف العربي.

## أهداف الكلية
- تزويد القوات المسلحة بكافة الكوادر المتخصصة والمؤهلة.[2]
- المتابعة الدائمة للتقنيات الحديثة والمستجدات العلمية في جميع المجالات العسكرية .[2]
- الاطلاع والدراسات للتجارب الفنية والتكنولوجية في الحروب ومسارح العمليات العسكرية في البلدان الأخرى وتحليلها والاستفادة منها في مجالات التدريس. [2]